# Schwere Stahlwagen (SBB)

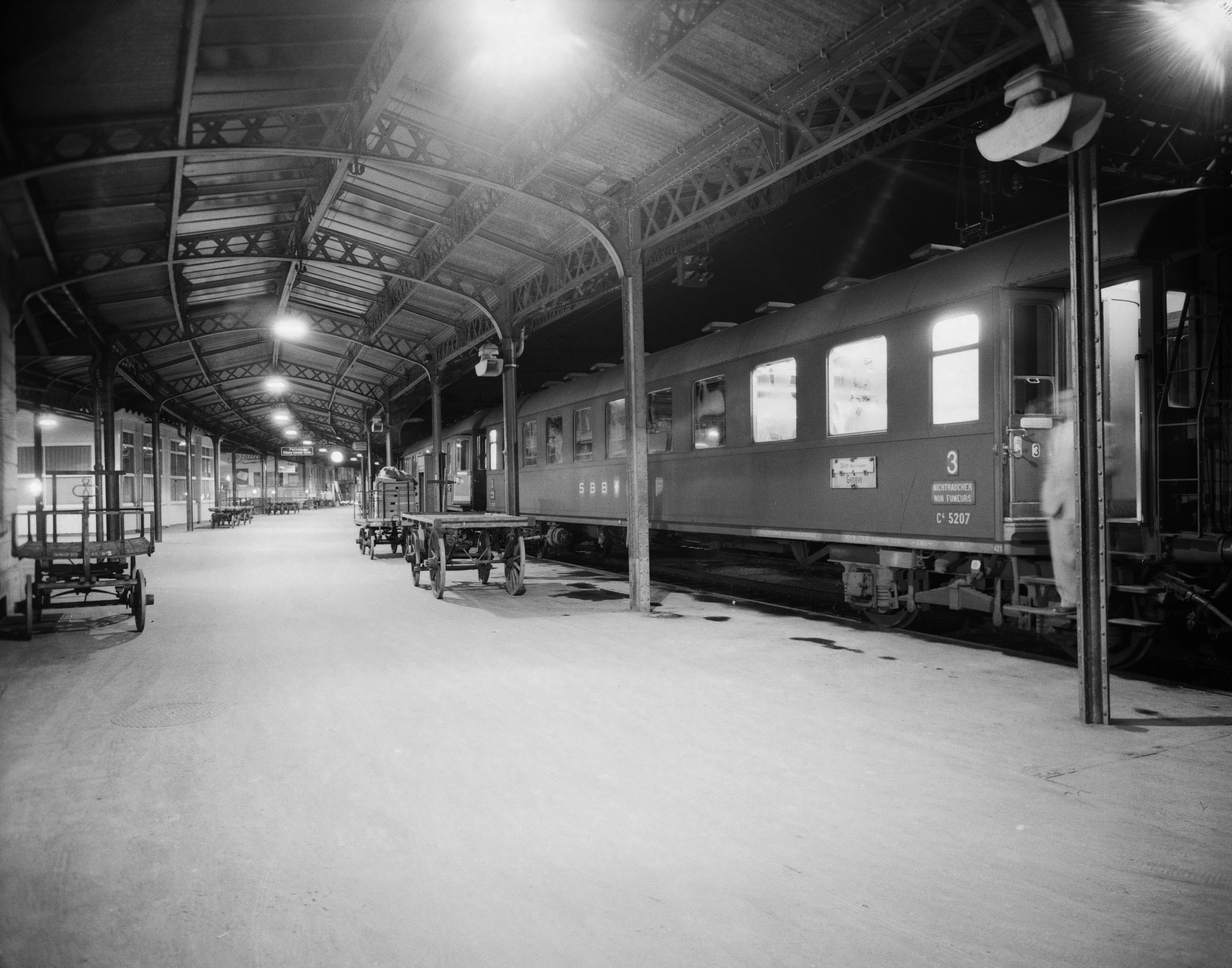
Aus schweren Stahlwagen bestehender Nachtzug Zürich–Genève im Jahr 1952 im Bahnhof Bern

Die schweren Stahlwagen waren eine Wagengattung der Schweizerischen Bundesbahnen (SBB). Die 40 bis 45 Tonnen schweren vierachsigen Reisezugwagen entstanden von 1926 bis 1934 als Neubauten und anschliessend aus Umbauten von vierachsigen Holzkastenwagen. Sie waren bis in die 1960er Jahre im internationalen und inländischen Fernverkehr eingesetzt. Das Sitzplatzangebot betrug, je nach Klasse, etwa 40 bis 80 Personen.

## Neubauten

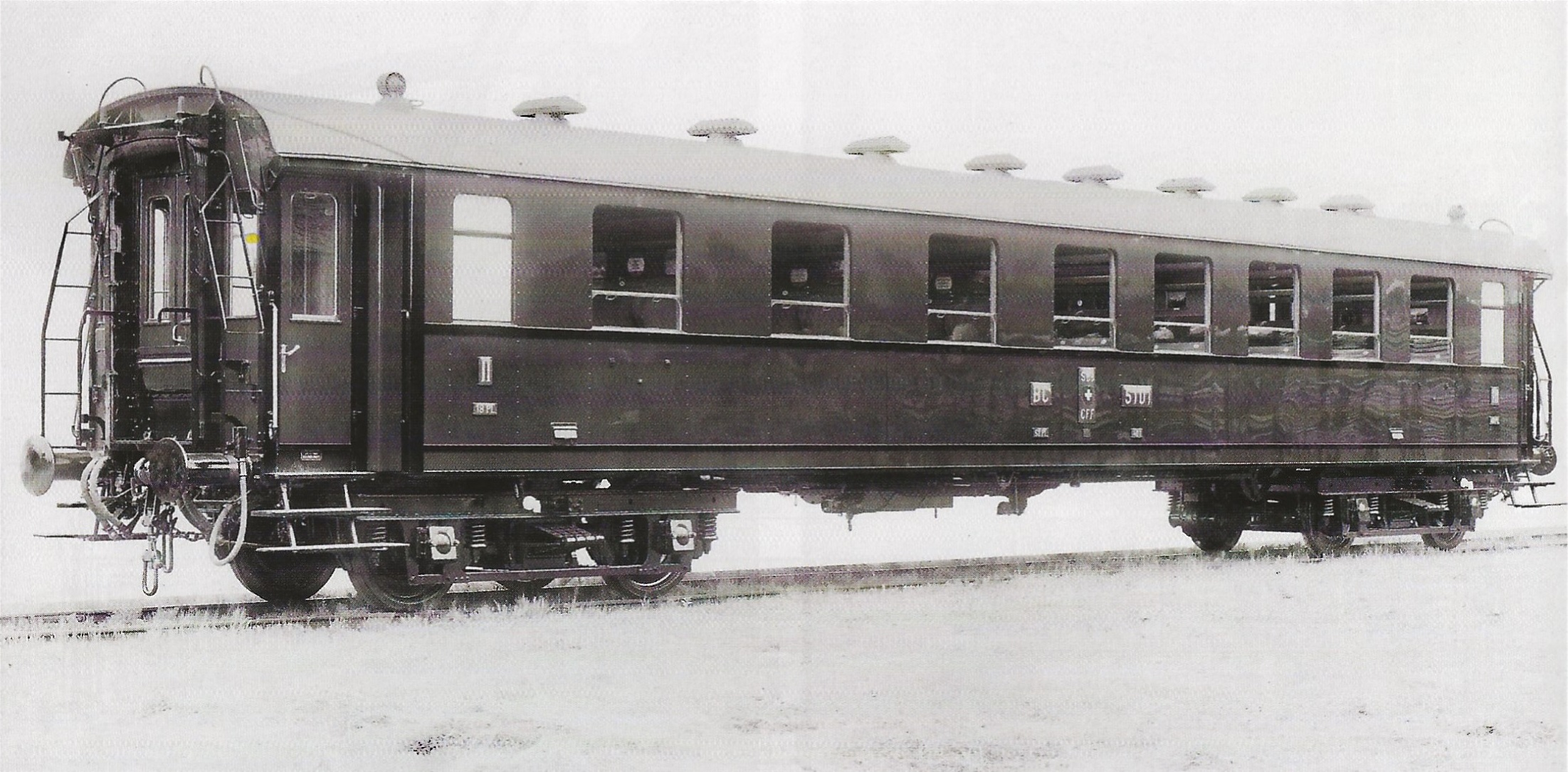
Werkaufnahme des BC4ü 5101

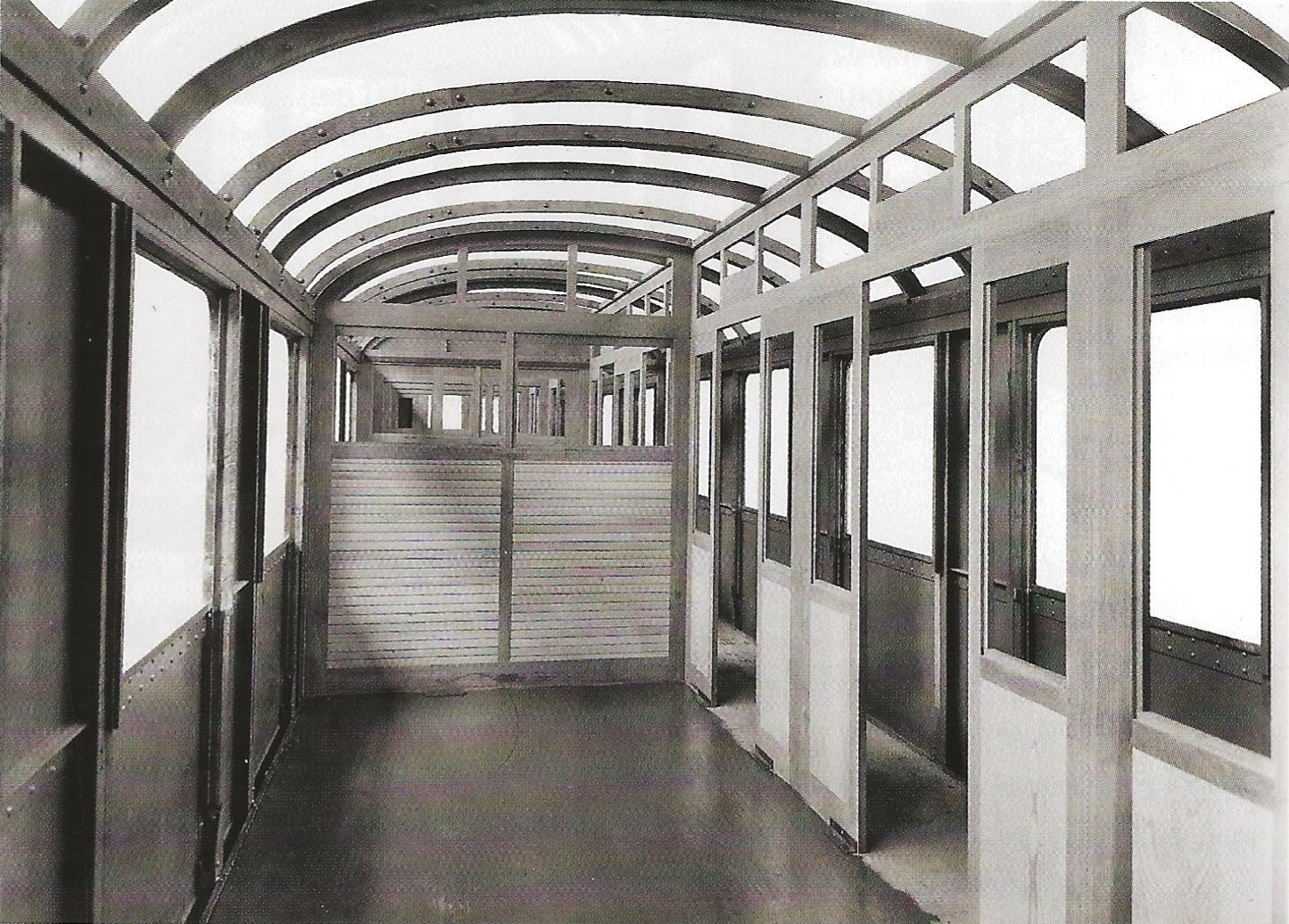
Die Seitenwände und die Dachspanten sind aus Stahl, aus Holz entstehen die Abteilwände eines BC4ü 5101–5106.

Die ersten Stahlwagen nahmen die SBB 1926 mit den Zweit-/Drittklasswagen BC4ü 5101–5106 in Betrieb. Diese Bauart war damals im Ausland bereits stark verbreitet. Ihr Stahlkasten bot bei Bränden und Kollisionen eine grössere Sicherheit und benötigte weniger Unterhalt als die hölzernen Kastengerippe. Die Wagenkästen der von der SWS gelieferten und für den internationalen Verkehr bestimmten Seitengangwagen waren genietet. Als Drehgestell kam das neu entwickelte SWS-I zum Einsatz. Die Wagen waren mit 40 Tonnen etwas schwerer als die vorher gebauten Holzkastenwagen. 1927 folgten die ABC4ü 2651–2962 mit Seiten- und Mittelgang und ein Jahr später die Zweitklass-Seitengangwagen B4ü 3951–3958, beide  für den internationalen Reiseverkehr. 1929/30 erhielten die SBB die Drittklass-Mittelgangwagen C4ü 8724–8797 für den inländischen Schnellzugverkehr.
Die 1932/33 gelieferten dreissig Inland-Schnellzugwagen dritter Klasse erhielten erstmals einen Wagenkasten, der elektrisch geschweisst war. Trotzdem hatten sie eine Tara von 38 Tonnen. Auch die Drehgestelle wurden an das neue Herstellungsverfahren angepasst und als SWS II bezeichnet. Die 1934/35 gelieferten zehn Erstklasswagen A4ü 2021–2030 für den internationalen Verkehr hatten trotz des elektrisch geschweissten Wagenkastens eine Dienstmasse von 46 Tonnen. Sie waren damit lange Zeit die schwersten vierachsigen Reisezugwagen der SBB. Man vertrat vor der Entwicklung der Leichtstahlwagen die Meinung, dass ein hohes Gewicht zum Erreichen eines guten Fahrzeuglaufs unerlässlich sei.

## Umbauten

Umbauwagen B 8145

1934 hatte der Neubau schwerer vierachsiger Stahlwagen bei den SBB seinen Abschluss gefunden. 1939 begannen Hauptwerkstätten der SBB und die Privatindustrie, die Wagen mit Holzkasten und genieteten Stahlkasten mit verschweissten Stahlkasten zu versehen. Bei diesen Umbauten wurden zum Teil auch die Drehgestelle durch neue Bauarten ersetzt. 1961 hatten die SBB 1081 schwere Reisezugwagen in ihrem Bestand, davon rund 200 mit Holzkasten. Diese wurden kurze Zeit danach noch umgebaut oder ausrangiert. Die vierachsigen Gepäckwagen besassen zu diesem Zeitpunkt alle einen Stahlkasten. Weil der Unterhalt international einsetzbarer Wagen aufwendiger ist als von Inlandwagen, wurden bei einem Teil der schweren Stahlwagen die RIC-Zeichen gelöscht.
Erwähnenswert sind die Sanitätswagen B4ü 9901–9908, die von der Hauptwerkstätte (HW) Zürich von 1950 bis 1954 für die Bedürfnisse der Armee umgebaut wurden. Sie wurden als Personenwagen eingesetzt, besassen aber zusätzliche Seitentüren, die zum Verladen von Patienten auf Tragbahren geöffnet werden konnten.
Einige Holzkastenwagen wurden für den Bau der Transportwagen Skl-tv des Gotthard- und Simplon-Autoverlads sowie für den Bau der Steuerwagen BDti und Bti verwendet. Das kleine i in den Typenbezeichnungen der Steuerwagen weist auf die offene Plattform hin. Die BDti 1971–1977 (später 50 85 82-03 900–906) entstanden 1961 bis 1964 in der HW Zürich zum Betrieb mit den modernisierten Triebwagen Be 4/6. 1963 bis 1965 baute die HW Zürich zur Fernsteuerung der Gepäcktriebwagen De 4/4 die Bti 1951–1961, die 1967/68 die Nummern 50 85 29-03 900–910 erhielten. Obwohl die Bti 1951–1961 buchmässig aus alten Personen- und Steuerwagen entstanden, wurde von diesen alten Fahrzeugen nicht der geringste Bestandteil verwendet. Beide Steuerwagenserien dienten zusammen mit den Lokomotiven Ae 3/5 10218–26 auch zur Führung von Autoverladezüge am Gotthard und Simplon.

## Verbleib
Ab der zweiten Hälfte der 1960er und zu Beginn der 1970er Jahre standen genügend moderne Reisezugwagen für den in- und ausländischen Verkehr zur Verfügung, so dass die SBB den grössten Teil der schweren Stahlwagen ausrangierten.
26 Stahlwagen wurden 1990 an die kroatische Eisenbahn Hrvatske željeznice abgegeben, die sie noch bis nach 2000 im Nahverkehr einsetzte.
Das Dampflok-Depot Full hat im Jahr 2021 fünf Seitengangwagen AB 51 85 38-40 020–024 des ehemaligen Nostalgie-Rhein-Expresses übernommen, um sie weiterhin einzusetzen.

## Bilder

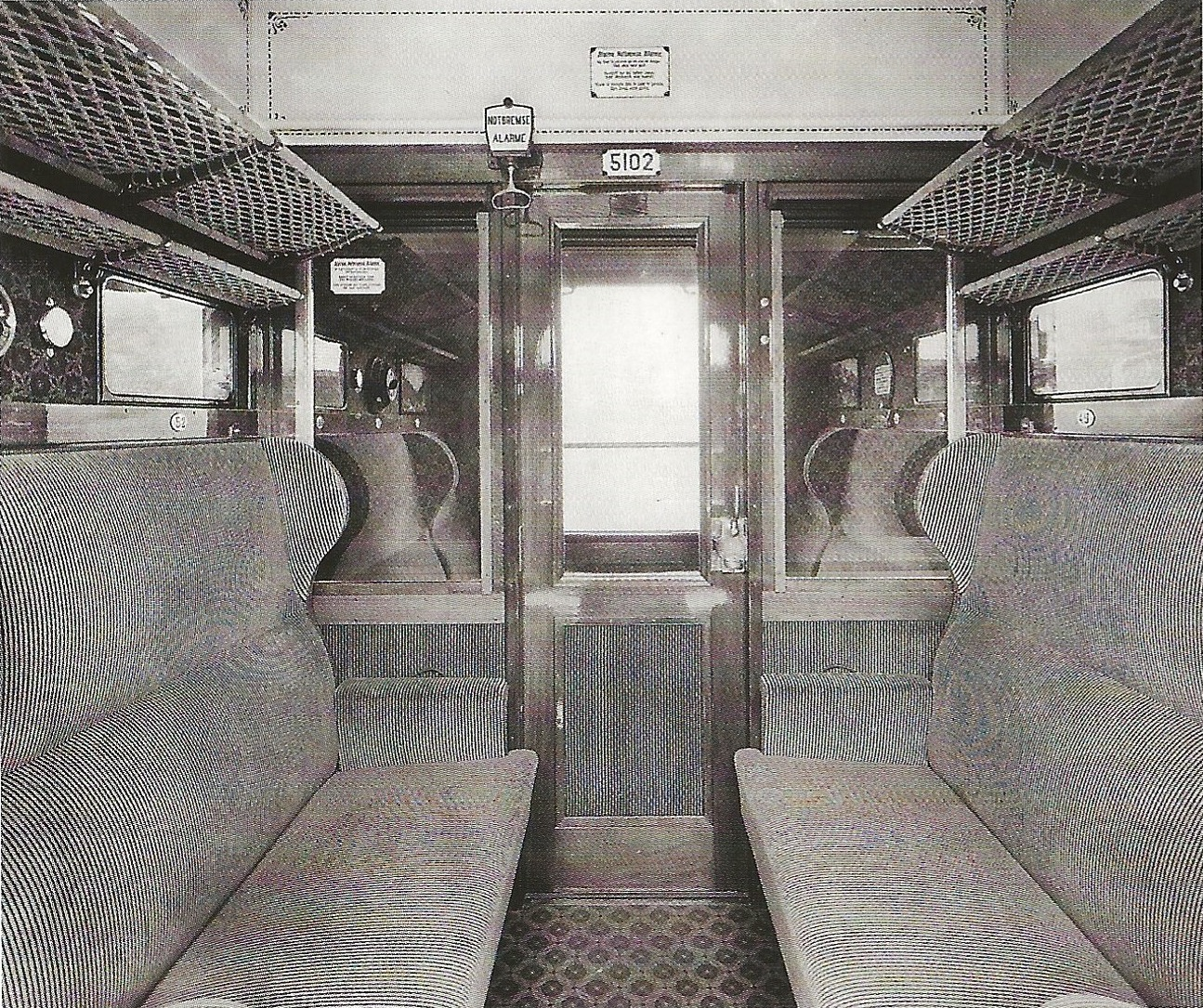
Zweitklassabteil des BC4ü 5101 aus dem Jahr 1926
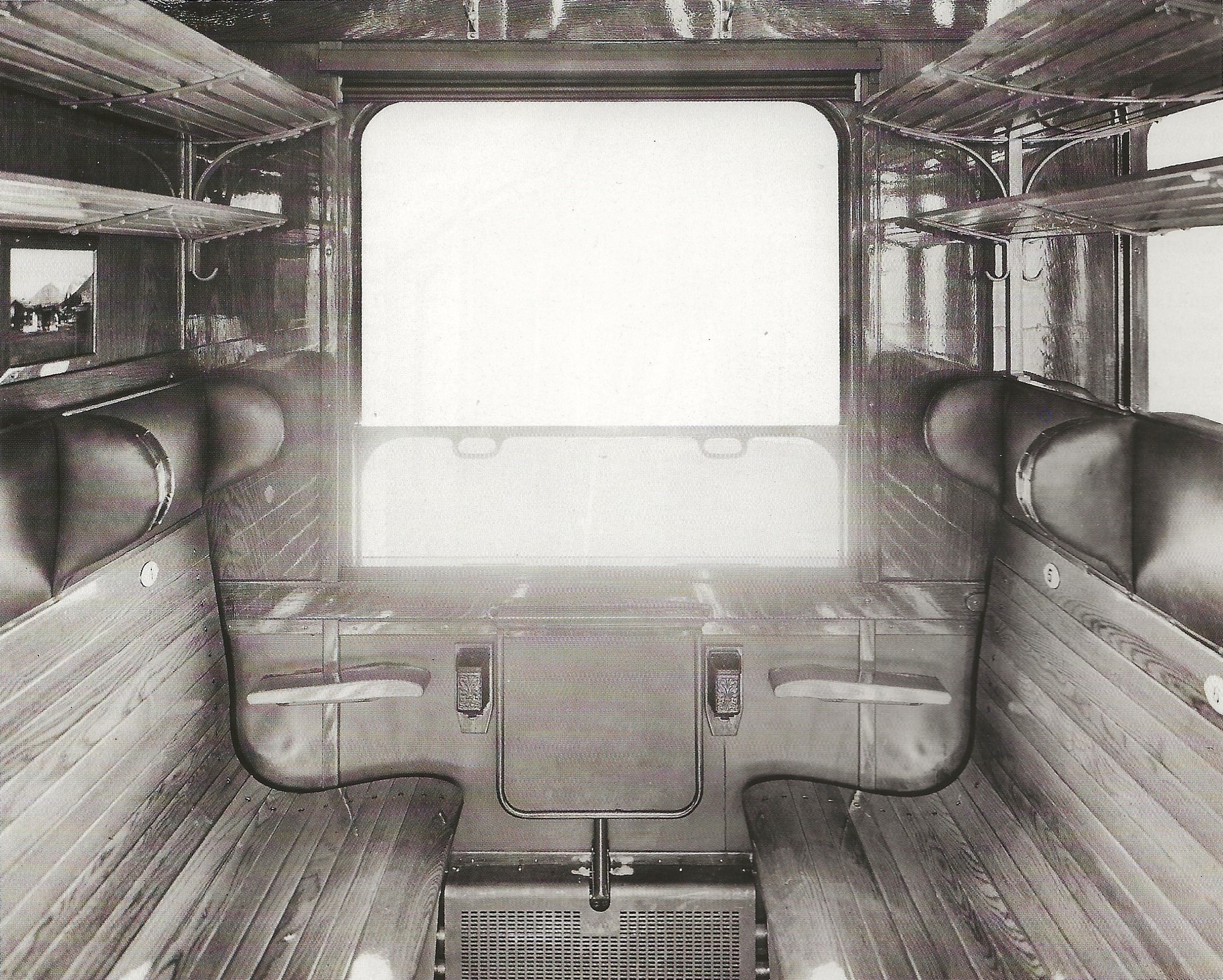
Drittklassabteil des BC4ü 5101
RIC-Gepäckwagen D 51 85 92-40 006 für den internationalen Verkehr
Personenwagen C4 8662 mit Baujahr 1916 vor dem bevorstehenden Umbau auf Stahlkasten
Sanitätswagen C4 9902 mit geöffneter Tür für den Einlad von Tragbahren
Innenansicht des C4 9902 mit Tragbahren und geöffneter Verladetür
Steuerwagen BDti 50 85 29 03 900 mit offener Plattform am hinteren Wagenende
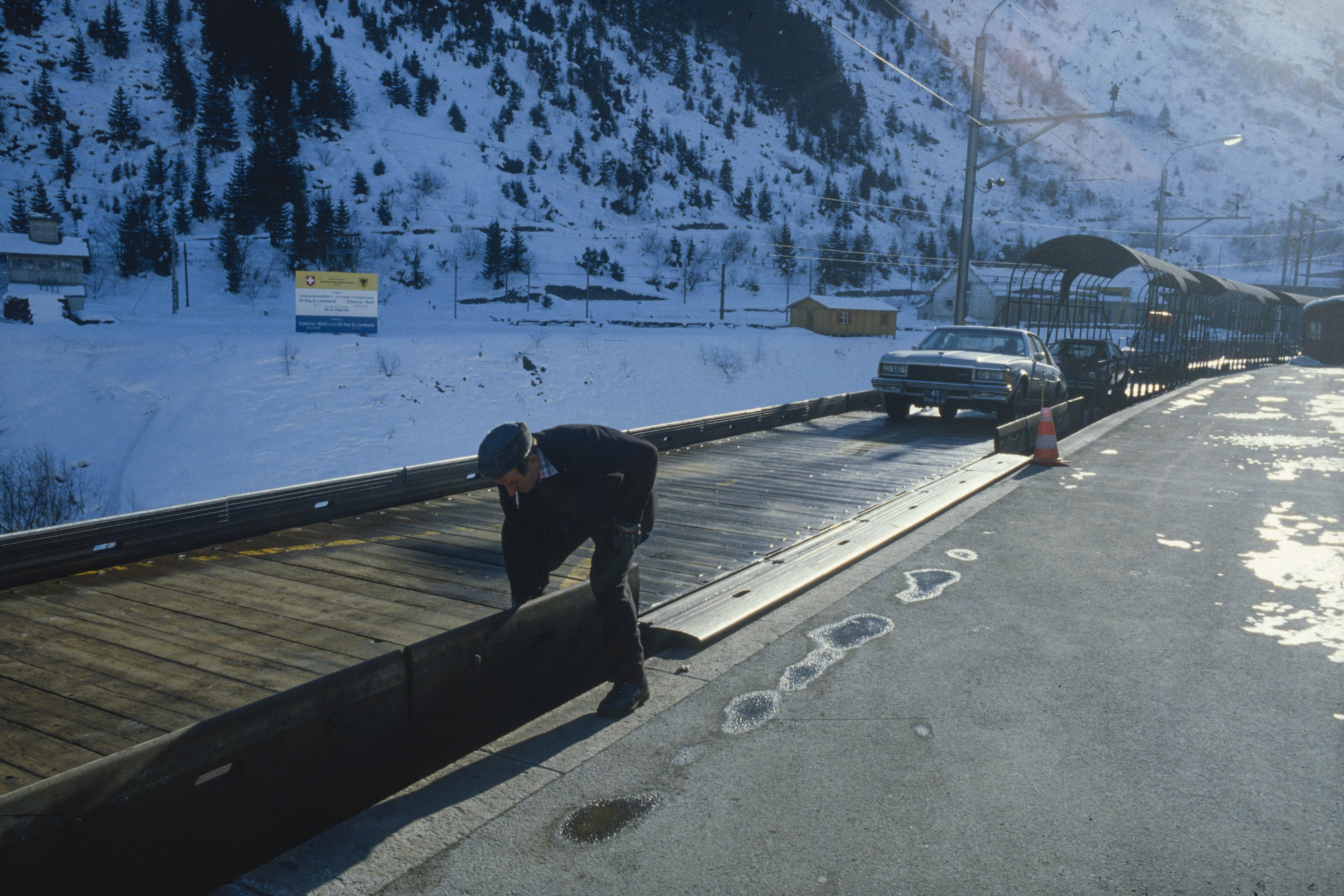
Diese Autotransportwagen entstanden in Umbauten von ausrangierten vierachsigen Reisezugwagen.